# Tony Obam
 (février 2025).
 (février 2025).
Motif : Sources ? Notoriété ?
- Archive Wikiwix
- Bing
- Cairn
- DuckDuckGo
- E. Universalis
- Gallica
- Google
- G. Books
- G. News
- G. Scholar
- Persée
- Qwant
- (zh) Baidu
- (ru) Yandex
- (wd) trouver des œuvres sur Wikidata

| 1. | Préciser le motif de la pose du bandeau. | Précisez le motif de la pose du bandeau en utilisant la syntaxe suivante : {{admissibilité à vérifier\|date=mars 2025\|motif=remplacez ce texte par le motif}}                 |
| 2. | Informer les utilisateurs concernés.     | Pensez à avertir le créateur de l'article, par exemple, en insérant le code ci-dessous sur sa page de discussion : {{subst:avertissement admissibilité à vérifier\|Tony Obam}} |

Tony Obam est un agro-entrepreneur actif dans la filière banane au Cameroun.

## Biographie

### Enfance, éducation et débuts
Tony Obam Bikoué est originaire de Kribi.

### Carrière
Tony Obam Bikoué est un acteur et négociant dans la filière banane plantain au Cameroun. Il est connu pour : être l'initiateur du Festival International de la banane plantain. Ce festival est conçu comme un événement itinérant qui traverse plusieurs régions du pays. Les deux premières éditions se sont déroulées à Ebolowa, Mvangan et Limbé. La troisième édition, de décembre 2024, est conçue pour parcourir quatre régions.
Il est également à la tête de la Fédération des professionnels de banane plantain, parfois décriée comme étant principalement un outil de promotion personnelle pour son président.
Tony Obam Bikoué a reçu le Grand Prix « Agri-d’Afrique » et le Prix de l’Excellence Managériale 2023.